# 特斯拉 (2020年電影)
《特斯拉》（英語：Tesla）是一部由邁克爾·阿爾梅雷達編劇並執導，在2020年上映的美國傳記劇情片。本部片由伊森·霍克主演尼古拉·特斯拉，另外，伊芙·休森、艾邦·摩斯-貝克許、吉姆·加菲根、和凯尔·麦克拉克伦也出演該部電影的製作。
電影2020年1月27日在圣丹斯电影节上全球首映，並於2020年8月20日由IFC Films上映於指定的電影院和Premium VOD。

## 演員
| 演員              | 角色                   | 備註                                                                              |
| 伊森·霍克         | 尼古拉·特斯拉          |                                                                                   |
| 伊芙·休森         | 安妮·摩根              | 她還擔任電影的當代敘述者，談論Google搜索並在她的辦公桌上放一台MacBook筆記本電腦。 |
| 唐尼·克沙瓦茲     | 约翰·皮尔庞特·摩根     | 著名銀行家和投資人，安妮之父                                                      |
| 喬許·漢米爾頓     | 羅伯特·安德伍德·約翰遜 | 與特斯拉成為朋友的記者                                                            |
| 艾邦·摩斯-貝克許  | 阿尼泰·西蓋蒂          | 特斯拉的助理和來自布達佩斯的朋友                                                  |
| 露西·沃爾特斯     | 凱瑟琳·約翰遜          | 羅伯特·約翰遜的妻子、特斯拉的朋友                                                 |
| 約翰·帕拉迪諾     | 伯克·科克倫            |                                                                                   |
| 邁克爾·馬斯特羅   | 查爾斯·派克            | 律師/投資者                                                                       |
| 漢娜·格羅斯       | 米娜·愛迪生            | 愛迪生的第二夫人                                                                  |
| 彼得·格林         | 尼科爾斯               |                                                                                   |
| 布萊克·德隆       | 威廉·凯姆勒            | 第一個被電擊而死的人                                                              |
| 卡爾·吉爾里       | 弗朗西斯·厄普頓        | 愛迪生的同事                                                                      |
| 詹姆斯·厄巴尼亞克 | 安東尼教授             | 評論特斯拉的發明                                                                  |
| 吉姆·加菲根       | 乔治·威斯汀豪斯        | 一位對特斯拉的工作感興趣的商人和發明家                                            |
| 凯尔·麦克拉克伦   | 托马斯·爱迪生          | 一位發明家和企業家，他在特斯拉工作了六個月，後來成為了他的競爭對手                |
| 麗貝卡·達揚       | 莎拉·伯恩哈特          | 女演員                                                                            |
| 艾瑪奧康納        | 伊芙琳                 | 安東尼的女兒                                                                      |
| 洛伊丝·史密斯     | 貴婦人                 | [ 7 ]                                                                             |
| 伊恩·利思戈       | 阿爾弗雷德·布朗        | 投資者/發明家                                                                     |

## 外部連結
- 互联网电影数据库（IMDb）上《特斯拉》的资料（英文）